# Bruxelles-Ingooigem 2005
La Bruxelles-Ingooigem 2005, cinquantottesima edizione della corsa, si svolse il 22 giugno su un percorso di 188,1 km, con partenza da Halle e arrivo a Ingooigem. Fu vinta dal belga Bert Roesems della squadra Davitamon-Lotto davanti al connazionale Nico Sijmens e all'olandese Johnny Hoogerland.

## Ordine d'arrivo (Top 10)
| Pos. | Corridore         | Squadra                     | Tempo    |
| ---- | ----------------- | --------------------------- | -------- |
| 1    | Bert Roesems      | Davitamon-Lotto             | 4h19'00" |
| 2    | Nico Sijmens      | Landbouwkrediet-Colnago     | a 25"    |
| 3    | Johnny Hoogerland | EuroGifts.com               | s.t.     |
| 4    | Koen Barbé        | Chocolade Jacques-T-Interim | a 35"    |
| 5    | Eddy Seigneur     | R.A.G.T. Semences           | s.t.     |
| 6    | Bert De Waele     | Landbouwkrediet-Colnago     | a 40"    |
| 7    | Kevyn Ista        | R.A.G.T. Semences           | s.t.     |
| 8    | Remco van der Ven | Rabobank                    | s.t.     |
| 9    | Iljo Keisse       | Chocolade Jacques-T-Interim | s.t.     |
| 10   | Steven Caethoven  | Chocolade Jacques-T-Interim | s.t.     |